# Saltos ornamentais no Campeonato Mundial de Esportes Aquáticos de 2024 - Plataforma 10 m sincronizado masculino

A prova da plataforma 10 m sincronizado masculino dos saltos ornamentais no Campeonato Mundial de Esportes Aquáticos de 2024 foi realizada no dia 8 de fevereiro de 2024 em Doha, no Catar.

## Cronograma
Todos os horários estão na hora local (UTC+3).
| Data           | Hora  | Evento |
| -------------- | ----- | ------ |
| 8 de fevereiro | 18:32 | Final  |

## Formato da competição
A competição consiste em apenas uma rodada final, a equipe com melhor pontuação garante a medalha de ouro.

## Medalhistas
| Ouro                           | Prata                                    | Bronze                                    |
| China · Lian Junjie · Yang Hao | Grã-Bretanha · Tom Daley · Noah Williams | Ucrânia · Kirill Boliukh · Oleksiy Sereda |

## Resultados
A final foi realizado no dia 8 de fevereiro às 18:32.
| Pos.              | Nacionalidade   | Saltadores                                    |        |
| Pos.              | Nacionalidade   | Saltadores                                    | Pontos |
| ----------------- | --------------- | --------------------------------------------- | ------ |
| Medalha de ouro   | China           | Lian Junjie Yang Hao                          | 470.76 |
| Medalha de prata  | Grã-Bretanha    | Tom Daley Noah Williams                       | 422.37 |
| Medalha de bronze | Ucrânia         | Kirill Boliukh Oleksiy Sereda                 | 406.47 |
| 4                 | México          | Kevin Berlín Randal Willars                   | 390.87 |
| 5                 | Canadá          | Rylan Wiens Nathan Zsombor-Murray             | 388.20 |
| 6                 | Austrália       | Domonic Bedggood Cassiel Rousseau             | 384.15 |
| 7                 | Alemanha        | Timo Barthel Jaden Eikermann                  | 373.71 |
| 8                 | Coreia do Norte | Im Yong-myong Ko Che-won                      | 372.96 |
| 9                 | Malásia         | Bertrand Rhodict Lises Enrique Harold         | 355.71 |
| 10                | Itália          | Andreas Sargent Larsen Eduard Timbretti Gugiu | 351.06 |
| 11                | Coreia do Sul   | Kim Yeong-taek Shin Jung-whi                  | 344.70 |
| 12                | Polónia         | Filip Jachim Robert Łukaszewicz               | 338.82 |
| 13                | Espanha         | Carlos Camacho Max Liñán                      | 332.88 |
| 14                | Estados Unidos  | Joshua Hedberg Carson Tyler                   | 324.51 |
| 15                | Colômbia        | Alejandro Solarte Sebastián Villa             | 324.27 |
| 16                | Japão           | Reo Nishida Shuta Yamada                      | 319.98 |
| 17                | Áustria         | Anton Knoll Dariush Lotfi                     | 310.38 |
| 18                | Indonésia       | Andriyan Adityo Restu Putra                   | 306.96 |
| 19                | França          | Gary Hunt Loïs Szymczak                       | 295.83 |
| 20                | Nova Zelândia   | Arno Lee Luke Sipkes                          | 269.64 |
| 21                | Armênia         | Arman Enokyan Marat Grigoryan                 | 225.12 |
| 22                | Macau           | He Heung Wing Zhang Hoi                       | 202.20 |